# Polycarp Pengo
Polycarp Pengo (n. Mwazye Región de Rukwa Tanzania, 5 de agosto de 1944) es un cardenal y arzobispo católico tanzano. 
Fue obispo de la región de Lindi, y actualmente es el Arzobispo de Dar es-Salam y como cardenal es miembro de diferentes comisiones y consejos de la Curia Romana.

## Biografía

### Sacerdocio y formación
Ordenado sacerdote, el día 20 de junio del año 1971 por el obispo Charles Msakila.
Después se trasladó hacia Italia, para estudiar Teología moral, en la Pontificia Universidad Lateranense de Roma, donde se doctoró en el año 1977.
Tras haber terminado sus estudios, Polycarp Pengo, regresó a Tanzania donde trabajó como profesor dando clases de Teología moral en el Seminario de Kipalapala, durante un corto periodo de tiempo.
Después se convirtió en el primer rector del Seminario Teológico de Segerea, hasta el año 1983. 

### Obispo y arzobispo
El día 11 de noviembre del año 1983, fue nombrado por el papa Juan Pablo II como nuevo Obispo de la Diócesis de Lindi, recibiendo el Sacramento del orden a manos de los cardenales Eduardo Martínez Somalo y Duraisamy Simon Lourdusamy.
Posteriormente, fue nombrado y consagrado como Obispo de la nueva creada por el papa Juan Pablo II, la Diócesis de Tunduru-Masasi, lo que se convirtió en el primer obispo de Tunduru-Masasi.
Después, el 22 de enero del año 1990, fue nombrado Arzobispo coadjutor de la Arquidiócesis de Dar-es-Salaam, y el día 22 de julio del año 1992 fue nombrado y consagrado por el cardenal Laurean Rugambwa, como nuevo Arzobispo Titular de Dar es-Salam, sucediendo al cardenal que le consagró (Laurean Rugambwa) tras su dimisión, cargo que Polycarp mantiene actualmente.

### Cardenal
En el consistorio celebrado el día 21 de febrero del año 1998, el papa Juan Pablo II elevó a Polycarp al rango de cardenal, dándole el título cardenalicio de la diaconía de Nuestra Señora de La Salette.
Tras el fallecimiento del papa Juan Pablo II, Polycarp, fue uno de los 117 cardenales electores en el Cónclave de 2005, donde fue elegido como nuevo papa al cardenal Joseph Aloisius Ratzinger (Benedicto XVI). También fue uno de los 115 cardenales electores del Cónclave de 2013, que eligió a Jorge Mario Bergoglio como sumo pontífice de la Iglesia católica.
Dentro de la Curia Romana, es miembro de la Congregación para la Doctrina de la Fe, de la Congregación para la Evangelización de los Pueblos, del Pontificio Consejo para el Diálogo Interreligioso, y del Pontificio Consejo de la Cultura.
En el año 2007, fue elegido como nuevo presidente del Simposio de las Conferencias Episcopales de África y Madagascar, cargo que actualmente ocupa.
El 29 de julio de 2014 fue confirmado como miembro de la Congregación para la Evangelización de los Pueblos.